# Гуменки (Рязанская область)
Гуменки — деревня в городском округе Скопин Рязанской области России.

## География
Деревня находится в юго-западной части Рязанской области, на расстоянии примерно 5 км (по прямой) к юго-западу от города Скопин, административного центра округа.

### Часовой пояс
Деревня Гуменки находится в часовой зоне МСК (московское время). Смещение применяемого времени относительно UTC составляет +3:00.

## Население
| 2010 | 2023 |
| ---- | ---- |
| 247  | ↗262 |